# Инчаусти, Йон Андер
Йон Андер Инчаусти Ирасторса (исп. Jon Ander Insausti Irastorza; род. 13 декабря 1992, Мутилоа, провинция Гипускоа, автономного сообщества Страна Басков, Испания) — испанский профессиональный шоссейный велогонщик,баскского происхождения, выступающий за команду Bahrain Victorious. Кузен Иона Исагирре

## Карьера
Чемпион Испании по циклокроссу среди юниоров (2009-2010) и среди мужчин в возрасте до 23 лет (2010-2011).

## Достижения
2012
- 1-й на Чемпионате Страны Басков по шоссейному велоспорту среди мужчин в возрасте до 23 лет в индивидуальной гонке с раздельным стартом

2013
- 1-й на Чемпионате Страны Басков по шоссейному велоспорту в индивидуальной гонке с раздельным стартом

2014
- 1-й на Чемпионате Страны Басков по шоссейному велоспорту среди мужчин в возрасте до 23 лет в индивидуальной гонке с раздельным стартом

2015
- 2-й на Cholet-Pays de Loire

2017
- 1-й на этапе 8 на Туре Японии